# Barkhan
Barkhan (Urdu:  بارکھان ) é uma cidade do Paquistão localizada na província de Baluchistão.

## Demografia
- Homens: 4 079
- Mulheres: 3 322

(Censo 1998)